# Popowice (Petite-Pologne)
Pour les articles homonymes, voir Popowice.
Popowice est une localité polonaise de la gmina de Stary Sącz, située dans le powiat de Nowy Sącz en voïvodie de Petite-Pologne.